# Tripoli Lake, Kenora District
Tripoli Lake är en sjö i Kanada.   Den ligger i Kenora District och provinsen Ontario, i den sydöstra delen av landet, 1 300 km väster om huvudstaden Ottawa. Tripoli Lake ligger 395 meter över havet. Arean är 0,50 kvadratkilometer. Den ligger vid sjöarna  Fairchild Lake och Farrington Lake. Den sträcker sig 0,6 kilometer i nord-sydlig riktning, och 1,6 kilometer i öst-västlig riktning.
I omgivningarna runt Tripoli Lake växer i huvudsak barrskog. Trakten runt Tripoli Lake är nära nog obefolkad, med mindre än två invånare per kvadratkilometer.